# National Hockey League 2006/2007
National Hockey League 2006/2007 var den 89:e säsongen av NHL, där samtliga 30 lag spelade 82 grundseriesmatcher innan det avgjorts vilka 16 lag som gick vidare till slutspelet. Spelprogrammet spikades den 12 juli 2006. Grundserien startade den 5 oktober 2006 och avslutades den 8 april 2007. Slutspelet om Stanley Cup började den 11 april 2007 och avslutades 6 juni 2007 efter fem spelade finalmatcher.
Anaheim Ducks tog sin första Stanley Cup-titel efter att ha besegrat Ottawa Senators med 4-1 i matcher.
Onsdagen den 24 januari 2007 spelades All Star-matchen i Dallas i Texas. Det var första gången som klubben Dallas Stars arrangerar All Star-matchen sedan Minnesota North Stars var värdar 1972. För första gången sedan 1989 spelades NHL All-Star Game en vardagskväll.
För första gången någonsin så fanns inget av lagen i föregående års Stanley Cup-final – Carolina Hurricanes och Edmonton Oilers – med i slutspelet.
Sidney Crosby, Pittsburgh Penguins, vann poängligan på 120 poäng (36 mål + 84 assist).
Mighty Ducks of Anaheim bytte inför säsongen namn till Anaheim Ducks.

## Grundserien

### Eastern Conference
Not: SM = Spelade matcher, V = Vunna, F = Förlorade, ÖTF = Övertidsförlust, GM = Gjorda mål, IM = Insläppta mål, Pts = Poäng, MSK = Målskillnad
- Lag i GRÖN färg till slutspel.
- Lag i RÖD färg har spelat klart för säsongen.

Lagen som kvalificerade sig för slutspel förutom de fyra divisionsvinnarna var de tolv lag (sex i varje konferens) som hade mest poäng i grundserien.
| Atlantic Division   | SM | V  | F  | ÖTF | GM  | IM  | Pts | MSK |
| ------------------- | -- | -- | -- | --- | --- | --- | --- | --- |
| New Jersey Devils   | 82 | 49 | 24 | 9   | 216 | 201 | 107 | +15 |
| Pittsburgh Penguins | 82 | 47 | 24 | 11  | 277 | 246 | 105 | +31 |
| New York Rangers    | 82 | 42 | 30 | 10  | 242 | 216 | 94  | +26 |
| New York Islanders  | 82 | 40 | 30 | 12  | 248 | 240 | 92  | +8  |
| Philadelphia Flyers | 82 | 22 | 48 | 12  | 214 | 303 | 56  | -89 |

| Northeast Division  | SM | V  | F  | ÖTF | GM  | IM  | Pts | MSK |
| ------------------- | -- | -- | -- | --- | --- | --- | --- | --- |
| Buffalo Sabres      | 82 | 53 | 22 | 7   | 308 | 242 | 113 | +66 |
| Ottawa Senators     | 82 | 48 | 25 | 9   | 288 | 222 | 105 | +66 |
| Toronto Maple Leafs | 82 | 40 | 31 | 11  | 258 | 269 | 91  | -11 |
| Montreal Canadiens  | 82 | 42 | 34 | 6   | 245 | 256 | 90  | -11 |
| Boston Bruins       | 82 | 35 | 41 | 6   | 219 | 289 | 76  | -70 |

| Southeast Division  | SM | V  | F  | ÖTF | GM  | IM  | Pts | MSK |
| ------------------- | -- | -- | -- | --- | --- | --- | --- | --- |
| Atlanta Thrashers   | 82 | 43 | 28 | 11  | 246 | 245 | 97  | +1  |
| Tampa Bay Lightning | 82 | 44 | 33 | 5   | 253 | 261 | 93  | -8  |
| Carolina Hurricanes | 82 | 40 | 34 | 8   | 241 | 253 | 88  | -12 |
| Florida Panthers    | 82 | 35 | 31 | 16  | 247 | 257 | 86  | -10 |
| Washington Capitals | 82 | 28 | 40 | 14  | 235 | 286 | 70  | -51 |

### Western Conference
| Central Division      | SM | V  | F  | ÖTF | GM  | IM  | Pts | MSK |
| --------------------- | -- | -- | -- | --- | --- | --- | --- | --- |
| Detroit Red Wings     | 82 | 50 | 19 | 13  | 254 | 199 | 113 | +55 |
| Nashville Predators   | 82 | 51 | 23 | 8   | 272 | 212 | 110 | +60 |
| St. Louis Blues       | 82 | 34 | 35 | 13  | 214 | 254 | 81  | -40 |
| Columbus Blue Jackets | 82 | 33 | 42 | 7   | 201 | 249 | 73  | -48 |
| Chicago Blackhawks    | 82 | 31 | 42 | 9   | 201 | 258 | 71  | -57 |

| Northwest Division | SM | V  | F  | ÖTF | GM  | IM  | Pts | MSK |
| ------------------ | -- | -- | -- | --- | --- | --- | --- | --- |
| Vancouver Canucks  | 82 | 49 | 26 | 7   | 222 | 201 | 105 | +21 |
| Minnesota Wild     | 82 | 48 | 26 | 8   | 235 | 191 | 104 | +44 |
| Calgary Flames     | 82 | 43 | 29 | 10  | 258 | 226 | 96  | +32 |
| Colorado Avalanche | 82 | 44 | 31 | 7   | 272 | 251 | 95  | +21 |
| Edmonton Oilers    | 82 | 32 | 43 | 7   | 195 | 248 | 71  | -53 |

| Pacific Division  | SM | V  | F  | ÖTF | GM  | IM  | Pts | MSK |
| ----------------- | -- | -- | -- | --- | --- | --- | --- | --- |
| Anaheim Ducks     | 82 | 48 | 20 | 14  | 258 | 208 | 110 | +50 |
| San Jose Sharks   | 82 | 51 | 26 | 5   | 258 | 199 | 107 | +59 |
| Dallas Stars      | 82 | 50 | 25 | 7   | 226 | 197 | 107 | +29 |
| Los Angeles Kings | 82 | 27 | 41 | 14  | 227 | 283 | 68  | -56 |
| Phoenix Coyotes   | 82 | 31 | 46 | 5   | 216 | 284 | 67  | -68 |

## Poängligan
SM = Spelade matcher; M = Mål; A = Assist; P = Poäng; +/– = Plus/Minus; UTV = Utvisnings minuter
| Spelare            | Lag                 | SM | M  | A  | P   | +/– | UTV |
| ------------------ | ------------------- | -- | -- | -- | --- | --- | --- |
| Sidney Crosby      | Pittsburgh Penguins | 79 | 36 | 84 | 120 | +10 | 60  |
| Joe Thornton       | San Jose Sharks     | 82 | 22 | 92 | 114 | +24 | 44  |
| Vincent Lecavalier | Tampa Bay Lightning | 82 | 52 | 56 | 108 | +2  | 44  |
| Dany Heatley       | Ottawa Senators     | 82 | 50 | 55 | 105 | +31 | 74  |
| Martin St. Louis   | Tampa Bay Lightning | 82 | 43 | 59 | 102 | +7  | 28  |
| Marian Hossa       | Atlanta Thrashers   | 82 | 43 | 57 | 100 | +18 | 49  |
| Joe Sakic          | Colorado Avalanche  | 82 | 36 | 64 | 100 | +2  | 46  |
| Jaromir Jagr       | New York Rangers    | 82 | 30 | 66 | 96  | +26 | 78  |
| Marc Savard        | Boston Bruins       | 82 | 22 | 74 | 96  | -19 | 96  |
| Daniel Briere      | Buffalo Sabres      | 81 | 32 | 63 | 95  | +17 | 89  |

## Målvaktsligan
SM = Spelade matcher; TOI = Tid på isen (minuter); V = Vinster; F = Förluster; OF = Övertid/Straff förlust; GA = Goals Against; SO = Nollor; Sv% = Räddnings procent; GAA = Goals Against Average
| Spelare                | Lag               | SM | TOI   | V  | F  | OF | GA  | SO | Sv%  | GAA  |
| ---------------------- | ----------------- | -- | ----- | -- | -- | -- | --- | -- | ---- | ---- |
| Niklas Bäckström       | Minnesota Wild    | 41 | 2,226 | 23 | 8  | 6  | 73  | 5  | .929 | 1.97 |
| Dominik Hasek          | Detroit Red Wings | 56 | 3,340 | 38 | 11 | 6  | 114 | 8  | .913 | 2.05 |
| Martin Brodeur         | New Jersey Devils | 78 | 4,696 | 48 | 23 | 7  | 171 | 12 | .922 | 2.18 |
| Roberto Luongo         | Vancouver Canucks | 76 | 4,490 | 47 | 22 | 6  | 171 | 5  | .921 | 2.28 |
| Jean-Sebastien Giguere | Anaheim Ducks     | 56 | 3,244 | 36 | 10 | 8  | 122 | 4  | .918 | 2.26 |

## Slutspelet
16 lag gör upp om Stanley Cup. Samtliga matchserier avgörs i bäst av sju matcher.
|  | Kvartsfinaler inom konferensen | Kvartsfinaler inom konferensen        | Kvartsfinaler inom konferensen |   |                   | Semifinaler inom konferensen | Semifinaler inom konferensen | Semifinaler inom konferensen |                   |                   | Finaler inom konferensen | Finaler inom konferensen | Finaler inom konferensen |  |  | Stanley Cup-finalen | Stanley Cup-finalen | Stanley Cup-finalen |
|  |                                |                                       |                                |   |                   |                              |                              |                              |                   |                   |                          |                          |                          |  |  |                     |                     |                     |
|  | 1                              | Buffalo Sabres                        | 4                              |   |                   | 1                            | Buffalo Sabres               | 4                            |                   |                   |                          |                          |                          |  |  |                     |                     |                     |
|  | 8                              | New York Islanders                    | 1                              |   |                   | 6                            | New York Rangers             | 2                            |                   |                   |                          |                          |                          |  |  |                     |                     |                     |
|  |                                |                                       |                                |   |                   |                              |                              |                              |                   |                   |                          |                          |                          |  |  |                     |                     |                     |
|  | 2                              | New Jersey Devils                     | 4                              |   |                   |                              |                              |                              | Östra konferensen | Östra konferensen | Östra konferensen        | Östra konferensen        | Östra konferensen        |  |  |                     |                     |                     |
|  | 2                              | New Jersey Devils                     | 4                              |   |                   |                              |                              |                              | Östra konferensen | Östra konferensen | Östra konferensen        | Östra konferensen        | Östra konferensen        |  |  |                     |                     |                     |
|  | 7                              | Tampa Bay Lightning                   | 2                              |   |                   |                              |                              |                              |                   |                   |                          |                          |                          |  |  |                     |                     |                     |
|  | 7                              | Tampa Bay Lightning                   | 2                              |   |                   |                              |                              |                              |                   | 1                 | Buffalo Sabres           | 1                        |                          |  |  |                     |                     |                     |
|  |                                |                                       |                                |   |                   |                              |                              |                              |                   | 1                 | Buffalo Sabres           | 1                        |                          |  |  |                     |                     |                     |
|  |                                | 4                                     | Ottawa Senators                | 4 |                   |                              |                              |                              |                   |                   |                          |                          |                          |  |  |                     |                     |                     |
|  | 3                              | 4                                     | Ottawa Senators                | 4 | Atlanta Thrashers | 0                            |                              |                              |                   |                   |                          |                          |                          |  |  |                     |                     |                     |
|  | 3                              |                                       |                                |   | Atlanta Thrashers | 0                            |                              |                              |                   |                   |                          |                          |                          |  |  |                     |                     |                     |
|  | 6                              | New York Rangers                      | 4                              |   |                   |                              |                              |                              |                   |                   |                          |                          |                          |  |  |                     |                     |                     |
|  | 6                              | New York Rangers                      | 4                              |   |                   |                              |                              |                              |                   |                   |                          |                          |                          |  |  |                     |                     |                     |
|  |                                |                                       |                                |   |                   |                              |                              |                              |                   |                   |                          |                          |                          |  |  |                     |                     |                     |
|  |                                |                                       |                                |   |                   |                              |                              |                              |                   |                   |                          |                          |                          |  |  |                     |                     |                     |
|  | 4                              | Ottawa Senators                       | 4                              |   | 2                 | New Jersey Devils            | 1                            |                              |                   |                   |                          |                          |                          |  |  |                     |                     |                     |
|  | 4                              | Ottawa Senators                       | 4                              |   | 2                 | New Jersey Devils            | 1                            |                              |                   |                   |                          |                          |                          |  |  |                     |                     |                     |
|  | 5                              | Pittsburgh Penguins                   | 1                              |   |                   | 4                            | Ottawa Senators              | 4                            |                   |                   |                          |                          |                          |  |  |                     |                     |                     |
|  | 5                              | Pittsburgh Penguins                   | 1                              |   |                   |                              |                              |                              |                   | E4                | Ottawa Senators          | 1                        |                          |  |  |                     |                     |                     |
|  |                                | (Lagen omseedas efter kvartfinalerna) |                                |   |                   |                              |                              |                              |                   | E4                | Ottawa Senators          | 1                        |                          |  |  |                     |                     |                     |
|  |                                | W2                                    | Anaheim Ducks                  | 4 |                   |                              |                              |                              |                   |                   |                          |                          |                          |  |  |                     |                     |                     |
|  | 1                              | W2                                    | Anaheim Ducks                  | 4 | Detroit Red Wings | 4                            |                              |                              | 1                 | Detroit Red Wings | 4                        |                          |                          |  |  |                     |                     |                     |
|  | 1                              |                                       |                                |   | Detroit Red Wings | 4                            |                              |                              | 1                 | Detroit Red Wings | 4                        |                          |                          |  |  |                     |                     |                     |
|  | 8                              | Calgary Flames                        | 2                              |   |                   | 5                            | San Jose Sharks              | 2                            |                   |                   |                          |                          |                          |  |  |                     |                     |                     |
|  | 8                              | Calgary Flames                        | 2                              |   |                   | 5                            | San Jose Sharks              | 2                            |                   |                   |                          |                          |                          |  |  |                     |                     |                     |
|  |                                |                                       |                                |   |                   |                              |                              |                              |                   |                   |                          |                          |                          |  |  |                     |                     |                     |
|  | 2                              | Anaheim Ducks                         | 4                              |   |                   |                              |                              |                              |                   |                   |                          |                          |                          |  |  |                     |                     |                     |
|  | 2                              | Anaheim Ducks                         | 4                              |   |                   |                              |                              |                              |                   |                   |                          |                          |                          |  |  |                     |                     |                     |
|  | 7                              | Minnesota Wild                        | 1                              |   |                   |                              |                              |                              |                   |                   |                          |                          |                          |  |  |                     |                     |                     |
|  | 7                              | Minnesota Wild                        | 1                              |   |                   |                              |                              |                              | 1                 | Detroit Red Wings | 2                        |                          |                          |  |  |                     |                     |                     |
|  |                                |                                       |                                |   |                   |                              |                              |                              | 1                 | Detroit Red Wings | 2                        |                          |                          |  |  |                     |                     |                     |
|  |                                | 2                                     | Anaheim Ducks                  | 4 |                   |                              |                              |                              |                   |                   |                          |                          |                          |  |  |                     |                     |                     |
|  | 3                              | 2                                     | Anaheim Ducks                  | 4 | Vancouver Canucks | 4                            |                              |                              |                   |                   |                          |                          |                          |  |  |                     |                     |                     |
|  | 3                              |                                       |                                |   | Vancouver Canucks | 4                            |                              |                              |                   |                   |                          |                          |                          |  |  |                     |                     |                     |
|  | 6                              | Dallas Stars                          | 3                              |   |                   |                              |                              |                              |                   |                   | Västra konferensen       | Västra konferensen       | Västra konferensen       |  |  |                     |                     |                     |
|  | 6                              | Dallas Stars                          | 3                              |   |                   |                              |                              |                              |                   |                   | Västra konferensen       | Västra konferensen       | Västra konferensen       |  |  |                     |                     |                     |
|  |                                |                                       |                                |   |                   |                              |                              |                              |                   |                   |                          |                          |                          |  |  |                     |                     |                     |
|  | 4                              | Nashville Predators                   | 1                              |   | 2                 | Anaheim Ducks                | 4                            |                              |                   |                   |                          |                          |                          |  |  |                     |                     |                     |
|  | 4                              | Nashville Predators                   | 1                              |   | 2                 | Anaheim Ducks                | 4                            |                              |                   |                   |                          |                          |                          |  |  |                     |                     |                     |
|  | 5                              | San Jose Sharks                       | 4                              |   |                   | 3                            | Vancouver Canucks            | 1                            |                   |                   |                          |                          |                          |  |  |                     |                     |                     |

### Stanley Cup-finalen
Anaheim Ducks vs. Ottawa Senators
Anaheim Ducks vann finalserien med 4-1 i matcher

## Poängligan slutspelet
Not: SM = Spelade matcher, M = Mål, A = Assists, Pts = Poäng
| Spelare           | Lag     | SM | M  | A  | Pts |
| ----------------- | ------- | -- | -- | -- | --- |
| Daniel Alfredsson | Ottawa  | 20 | 14 | 8  | 22  |
| Jason Spezza      | Ottawa  | 20 | 7  | 15 | 22  |
| Dany Heatley      | Ottawa  | 20 | 7  | 15 | 22  |
| Nicklas Lidström  | Detroit | 18 | 4  | 14 | 18  |
| Ryan Getzlaf      | Anaheim | 21 | 7  | 10 | 17  |
| Pavel Datsiuk     | Detroit | 18 | 8  | 8  | 16  |
| Corey Perry       | Anaheim | 21 | 6  | 9  | 15  |
| Teemu Selänne     | Anaheim | 21 | 5  | 10 | 15  |
| Chris Pronger     | Anaheim | 19 | 3  | 12 | 15  |
| Daniel Briere     | Buffalo | 16 | 3  | 12 | 15  |

## Debutanter
Några kända debutanter under säsongen:
- Niklas Bäckström, Minnesota Wild
- Daniel Carcillo, Phoenix Coyotes
- Brandon Dubinsky, New York Rangers
- Yutaka Fukufuji, Los Angeles Kings (förste japan i NHL)
- Jaroslav Halák, Montreal Canadiens
- Phil Kessel, Boston Bruins
- Anže Kopitar, Los Angeles Kings (förste sloven i NHL)
- Jevgenij Malkin, Pittsburgh Penguins
- Aleksandr Radulov, Nashville Predators
- Jordan Staal, Pittsburgh Penguins
- Paul Stastny, Colorado Avalanche

## Sista matchen
Bland de som gjorde sin sista säsongen i NHL märks:
- Matthew Barnaby, Dallas Stars
- Peter Bondra, Chicago Blackhawks
- Sean Burke, Los Angeles Kings
- John LeClair, Pittsburgh Penguins
- Eric Lindros, Dallas Stars
- Scott Mellanby, Atlanta Thrashers
- Joe Nieuwendyk, Florida Panthers
- Mike Ricci, Phoenix Coyotes
- Patrik Štefan, Dallas Stars
- Pierre Turgeon, Colorado Avalanche

## NHL awards
| 2006-2007 NHL awards              | 2006-2007 NHL awards                                     |
| Award                             | Vinnare                                                  |
| --------------------------------- | -------------------------------------------------------- |
| Stanley Cup:                      | Anaheim Ducks                                            |
| Presidents' Trophy:               | Buffalo Sabres                                           |
| Prince of Wales Trophy:           | Ottawa Senators                                          |
| Clarence S. Campbell Bowl:        | Anaheim Ducks                                            |
| Art Ross Trophy:                  | Sidney Crosby, Pittsburgh Penguins                       |
| Bill Masterton Memorial Trophy:   | Phil Kessel, Boston Bruins                               |
| Calder Memorial Trophy:           | Jevgenij Malkin, Pittsburgh Penguins                     |
| Conn Smythe Trophy:               | Scott Niedermayer, Anaheim Ducks                         |
| Frank J. Selke Trophy:            | Rod Brind'Amour, Carolina Hurricanes                     |
| Hart Memorial Trophy:             | Sidney Crosby, Pittsburgh Penguins                       |
| Jack Adams Award:                 | Alain Vigneault, Vancouver Canucks                       |
| James Norris Memorial Trophy:     | Nicklas Lidström, Detroit Red Wings                      |
| King Clancy Memorial Trophy:      | Saku Koivu, Montreal Canadiens                           |
| Lady Byng Memorial Trophy:        | Pavel Datsiuk, Detroit Redwings                          |
| Lester B. Pearson Award:          | Sidney Crosby, Pittsburgh Penguins                       |
| Maurice "Rocket" Richard Trophy:  | Vincent Lecavalier, Tampa Bay Lightning                  |
| NHL Plus/Minus Award:             | Thomas Vanek, Buffalo Sabres                             |
| Roger Crozier Saving Grace Award: | Niklas Bäckström, Minnesota Wild                         |
| Vezina Trophy:                    | Martin Brodeur, New Jersey Devils                        |
| William M. Jennings Trophy:       | Niklas Bäckström / Manny Fernandez, Minnesota Wild       |
| Lester Patrick Trophy:            | Brian Leetch, Cammi Granato Stan Fischler, John Halligan |

## All-Star
| Första laget                            | Position | Andra laget                             |
| --------------------------------------- | -------- | --------------------------------------- |
| Martin Brodeur, New Jersey Devils       | M        | Roberto Luongo, Vancouver Canucks       |
| Nicklas Lidström, Detroit Red Wings     | B        | Dan Boyle, Tampa Bay Lightning          |
| Scott Niedermayer, Anaheim Ducks        | B        | Chris Pronger, Anaheim Ducks            |
| Sidney Crosby, Pittsburgh Penguins      | C        | Vincent Lecavalier, Tampa Bay Lightning |
| Dany Heatley, Ottawa Senators           | HF       | Martin St. Louis, Tampa Bay Lightning   |
| Alexander Ovechkin, Washington Capitals | VF       | Thomas Vanek, Buffalo Sabres            |